# Hojo Soun

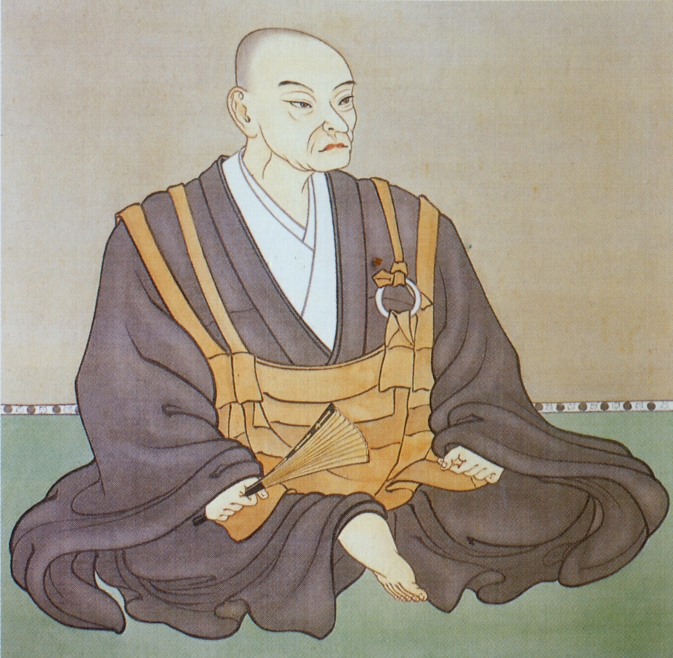

Hojo Soun (Japans: 北条 早雲, Hōjō Sōun) (1432 – 8 september 1519) was het eerste hoofd van de Late Hojo-clan, een van de grote machten tijdens de Japanse Sengoku-periode. Hij werd geboren als Ise Moritoki, en stond bekend als Ise Shinkuro. Hij was een samoerai uit een familie die afstamde van een zijtak van de Taira-clan maar verder geen grote politieke of economische betekenis had. Soun vocht zich een weg omhoog, veroverde gebieden, en zijn zoon zou de familie later hernoemen naar Hojo.
Volgens sommige bronnen zou Soun een lagere samoerai of ronin zijn geweest, maar wel met belangrijke connecties in zijn familie. Zijn zus was getrouwd met Imagawa Yoshitada, een lid van een redelijk machtige familie. Toen Yoshitada in een veldslag stierf in 1476, bemiddelde Soun bij het opvolgingsgeschil tussen de volgelingen van de zoon van Yoshitada, Imagawa Ujichika, en de neef van Yoshitada, Oshika Norimitsu. Dit creëerde een tijdelijke vrede. Toen Norimitsu wederom probeerde de macht te krijgen over de Imagawa-clan, verdedigde Soun Ujichika, en doodde Norimitsu. Ujichika beloonde Soun door hem kasteel Kokukuji te geven. Soun veroverde de provincie Izu in 1493, als wraak wegens een fout van een lid van de Ashikaga-clan die het shogunaat hielden op dat moment. Met zijn succesvolle verovering van de provincie Izu wordt hij door de meeste geschiedkundigen gezien als de eerste daimyo van de Sengoku-periode.
Kort hierna veroverde hij kasteel Odawara, wat later de thuisbasis van de Hojo zou worden voor meer dan een eeuw. Hij zou het kasteel veroverd hebben door de kasteelheer te laten vermoorden toen deze op jacht was. Soun nam vervolgens in 1512 Kamakura in, de oude hoofdstad van het Kamakura-shogunaat, en kasteel Arai in 1518.
Soun stierf het jaar hierop en werd opgevolgd door zijn zoon Ujitsuna. Deze veranderde de naam van de clan van het oorspronkelijke Ise in Hojo, naar de bekende Hojo-clan die de positie van shikken bekleedden tijdens het Kamakura-shogunaat. Hij hernoemde tevens zijn vader postuum tot Hojo Soun.